# Pius
Pius ist ein männlicher Vorname. 

## Herkunft und Bedeutung
Der Name Pius geht auf die lateinische Vokabel pius „fromm“, „gottesfürchtig“, „gewissenhaft“, „liebevoll“, „pflichtbewusst“ zurück.

## Verbreitung
Der Name Pius ist in erster Linie in der Schweiz verbreitet. In der Eidgenossenschaft lebten im Jahr 2020 insgesamt 3182 Jungen und Männer mit Namen Pius. Im Jahr 2021 wurde der Name jedoch nur zweimal vergeben und belegte damit Rang 2020 der Hitliste.
In Österreich nahm die Popularität des Namens in den vergangenen Jahren zu. Seit Beginn der Aufzeichnungen im Jahr 1984 wurde er im Jahr 2006 zum ersten Mal häufiger als 10 Mal vergeben (Rang 265, Stand 2006). Im Jahr 2021 belegte er Rang 198 der Vornamenscharts.
In Deutschland wird der Name vor allem in Süddeutschland vergeben. Zuletzt stand er auf Rang 286 der Hitliste.

## Varianten
Die italienische und portugiesische Variante des Namens lautet Pio, die spanische Variante Pío. Die litauische Form ist Pijus.

### Weibliche Varianten
- Dänisch: Pia
- Deutsch: Pia
- Estnisch: Piia
- Finnisch: Piia
- Italienisch: Pia
- Spanisch: Pía

## Namenstage
- 30. April: nach Pius V.
- 21. August: nach Pius X.
- 23. September: nach Pius von Pietrelcina

## Namensträger

### Antike
- Gaius Iulius Publilius Pius, römischer Offizier (Kaiserzeit)
- Marcus Aemilius Pius, römischer Offizier (Kaiserzeit)
- Quintus Caecilius Metellus Pius († 64/63 v. Chr.), römischer Politiker und Feldherr
- Quintus Caecilius Metellus Pius Scipio (vor 95 v. Chr.–46 v. Chr.), römischer Politiker
- Quintus Planius Sardus Truttedius Pius, römischer Offizier (Kaiserzeit)
- Lucius Cestius Pius, römisch-griechischer Lehrer der Beredsamkeit und Übungsredner mit einer eigenen Rhetorikschule
- Lucius Vinicius Pius, römischer Offizier (Kaiserzeit)
- Antoninus Pius (86 n. Chr.–161 n. Chr.), römischer Kaiser
- Gordianus Pius (225 n. Chr.–244 n. Chr.), römischer Kaiser
- Gaius Fulvius Pius, römischer Konsul vor 238

### Papstname Pius
Als Papstname wurde Pius von folgenden Päpsten geführt:
- Pius I. ca. 140–155
- Pius II. 1458–1464
- Pius III. 1503
- Pius IV. 1559–1565
- Pius V. 1566–1572
- Pius VI. 1775–1799
- Pius VII. 1800–1823
- Pius VIII. 1829–1830
- Pius IX. 1846–1878
- Pius X. 1903–1914
- Pius XI. 1922–1939
- Pius XII. 1939–1958

### Vorname Pius
- Pius August in Bayern (1786–1837), Herzog von Pfalz-Birkenfeld-Gelnhausen
- Pius Brânzeu (1911–2002), rumänischer Chirurg
- Pius Engelbert (1936–2024), Benediktinermönch, war Abt der Abtei Gerleve und Kirchenhistoriker
- Pius Fischer (Diplomat) (* 1948), deutscher Diplomat
- Pius Gams (1816–1892), deutscher römisch-katholischer Theologe, Benediktiner und Kirchenhistoriker
- Pius Heinz (* 1989), deutscher Pokerspieler
- Pius Kaufmann (* 1971), Schweizer Politiker
- Pius Keller (1825–1904), deutscher Augustinermönch
- Pius Langa (1939–2013), südafrikanischer Jurist, Richter am Verfassungsgericht der Republik Südafrika
- Pius Martin Maurer (* 1971), österreichischer Theologe, Geistlicher und Abt
- Pius Muchenberger (* 1814; † um 1865), deutscher Glockengießer
- Pius N’Diefi (* 1975), kamerunischer Fußballnationalspieler
- Pius Parsch (1884–1954), österreichischer Geistlicher und Theologe
- Pius Paschke (* 1990), deutscher Skispringer
- Pius Reher (1597–1654), 1630 bis 1654 Abt des Benediktinerklosters St. Gallen
- Pius Schneeberger (1892–1969), österreichischer Politiker, Nationalrat
- Pius Schwizer (* 1962), Schweizer Springreiter
- Pius Segmüller (* 1952), Schweizer Offizier und Politiker (CVP)
- Pius Strassmann (* 1963), Schweizer Lyriker und Musiker
- Pius Uhrig (1896–1973), deutscher Arbeiter, Landwirt und Politiker (KPD)
- Pius Alexander Wolff (1782–1828), deutscher Schauspieler und Schriftsteller
- Pius Zingerle (1801–1881), deutscher Orientalist und Theologe

### Vorname Pio
- Pío Baroja (1872–1956), spanischer Schriftsteller
- Pio Alberto del Corona (1837–1912), italienischer Bischof
- Pio Corradi (1940–2019), Schweizer Kameramann
- Pio Emanuelli (1888–1946), italienischer Astronom, Geschichtsschreiber und Populärwissenschaftler
- Pio Fioroni (1933–2003), Schweizer Zoologe
- Pio Joris (1843–1921), italienischer Maler
- Pio Laghi (1922–2009), italienischer Geistlicher und Kurienkardinal
- Pío Leyva (1917–2006), kubanischer Musiker
- Pio Marmaï (* 1984), französischer Schauspieler
- Pio Nock (1921–1998), Schweizer Clown und Hochseilartist
- Pio von Pietrelcina (1887–1968), italienischer Priester und Kapuziner „Padre Pio“, 2002 heiliggesprochen
- Pio Rajna (1847–1930), italienischer Romanist
- Pio Scilligo (1928–2009), italienischer Salesianer, Psychologe, Professor und Institutsgründer
- Pio Taofinu’u (1923–2006), samoanischer Geistlicher, Erzbischof von Samoa-Apia
- Pio Vittorio Vigo (1935–2021), italienischer Geistlicher, Bischof von Acireale
- Pio Zamuner (1935–2012), italienisch-brasilianischer Filmregisseur und Kameramann

### Nachname Pius
- Maiken Pius (* 1985), estnische Schauspielerin